# San Pascualito Rey
San Pascualito Rey es un grupo musical de rock procedente de México. Su estilo es denominado como «Dark Guapachoso» y su idea era fusionar el trip hop en su momento, la balada y la música folklórica de su país, con letras sobre el desamor, el sufrimiento y la melancolía. Fueron nominados al Premio Grammy Latino en 2012.

## Biografía
En el sureste de México se venera a un santo popular llamado San Pascualito, representado como un esqueleto con capa. San Pascualito Rey fue iniciado por Pascual Reyes, Juan Morales, Adolfo Castañeda «Chewie», Alejandro Morales «Nexus», y Jorch Romero en Ciudad Satélite en el año 2000. Su primer disco, Sufro sufro sufro, fue publicado en 2003 producido por Gerry Rosado, el cual fue aclamado por la crítica musical mexicana. Después de este disco grabaron el EP Ahora vuelvo, con 6 temas (5 reversiones del SUFRO SUFRO SUFRO) y un tema inédito. Posteriormente en 2006, Jorch sale de la banda y se integra Juan Evers en la batería, alineación que integraría su posterior trabajo Deshabitado (Discos Intolerancia, 2006) también producido por Gerry Rosado.
Luego de Deshabitado, la banda cambió de alineación, Adolfo «Chewie» y Juan Evers salen de la banda y se integran Alex Otaola y Luca Ortega. En esta etapa publican Valiente (2011) fue el primero. Este álbum fue producido por el afamado productor Toy Selectah y Maruizio Terracina, con este álbum fueron nominados al Grammy Latino como mejor canción alternativa «Salgamos de Aquí» en el 2011 y en el 2012 como mejor álbum de Rock.
Alex nexus sale del grupo y en su disco posterior Todo nos trajo hasta hoy, San Pascualito Rey incluyó En la oscuridad, uno de sus temas más representativos y con el que hicieron hicieron una versión alterna con Emiliano Brancciari de No Te Va Gustar. Este disco fue producido por el argentino Camilo Froideval.
En 2019 el grupo sufre una transformación importante, se integra Chepo Valdez en la batería y Vicente Jáuregui en la guitarra eléctrica, formando oficialmente la tercera alineación de la banda, siendo Pascual Reyes y Juan Morales los fundadores. Ocurre algo inédito en la agrupación, hacen un disco LP en un año que lleva por nombre ANIMANECIA publicado el 2020.

## Miembros actuales
- Pascual Reyes (voz)
- Vicente Jáuregui (guitarras - coros)
- Juan Morales (bajo)
- Chepo Valdés (batería - coros)
- Giancarlo Bonfatti (sintetizadores)

### Miembros pasados
- Adolfo Castañeda "Chewie" (2000-2008) - Guitarra
- Alejandro Morales “Álex Nexus" (2000-2011) - Sintetizador
- Jorch R. Orrantia (2000-2003) - Batería
- Nelson Sánchez (2003-2004) - Batería
- Miguel Haller (2004-2005) - Batería
- Juan Evers (2005-2007) - Batería
- Luca Ortega (2007-2018) - Batería
- José María Arreola (2018-2019) - Batería
- Alejandro Otaola (2009-2019) - Guitarra
- Rodolfo Wright (2011-2019) - Sintetizador

## Discografía
- Sufro sufro sufro (2003)
- Ahora vuelvo - EP (2005)
- Deshabitado (2007)
- Valiente (2011)
- Bravo (Disco en Vivo - 2012)
- Todo nos trajo hasta hoy (2017)[10]
- Animanecia (2020)[11]